# フランクフルト・ゲットー
フランクフルト・ゲットー（独: Frankfurter Ghetto）は、1462年から1796年にかけて神聖ローマ帝国（ドイツ）の帝国自由都市フランクフルト・アム・マインに置かれていたゲットー（ユダヤ人隔離居住区）である。正式名称は「フランクフルト・ユーデンガッセ」（Frankfurter Judengasse）という。

## 歴史

### 前史
記録上最初にフランクフルトにユダヤ人の存在が確認されるのは1150年頃である。
13世紀中には神聖ローマ帝国のユダヤ人は「王庫の従属民」たる法的地位を確立し、神聖ローマ帝国一般臣民とは区別される存在となった。ユダヤ人は皇帝の保護を受ける代わりに皇帝にユダヤ人税（ユーデンシュトイアー）の納税義務を負っていた。ユダヤ人は皇帝の収入の大きな部分を占める重要な「私有財産」だった。しかし王庫の金が尽きるとしばしばユダヤ人税徴税権が担保・抵当に出された。フランクフルト・ユダヤ人への徴税権も皇帝カール4世が1372年にフランクフルト市に売却している。
フランクフルト・ユダヤ人はゲットーが創設されるまでは、市内の聖バルトロメウス大聖堂の南にあるマイン河畔にある地区（ここにはザクセンハウゼン地区に通じる橋がかかる）に固まって暮らしていた。このユダヤ人街は後に作られるゲットーと異なり、ユダヤ人たちが自ら形成し（ここで暮らす義務はなかった）、また非ユダヤ人の市民もユダヤ人街で一緒に暮らしていた。
1241年5月、原因はよく分かっていないが、ユダヤ人街がキリスト教徒の襲撃・虐殺を受けた。この結果、フランクフルト・ユダヤ人は一度壊滅した。1255年頃にユダヤ人が再びフランクフルトに集まってきて、大聖堂南のユダヤ人街を再建した。1288年にはユダヤ人団体（ゲマインデ）の名称が証書に現れるようになった。1311年の市民台帳にはユダヤ人も記載されている。ユダヤ人には長期滞在と居住の自由、生業が保障されていたが、市政への参加は認められなかった。
1348年から1349年にかけてヨーロッパは人口の三分の一が死亡する史上最大規模の黒死病に襲われた。ユダヤ人の死亡率が低かったことなどから「ユダヤ人が井戸に毒をまいた」というデマがヨーロッパ中に急速に広まり、ヨーロッパ、特に神聖ローマ帝国（ドイツ）においてユダヤ人虐殺が吹き荒れた。フランクフルトでも黒死病の伝染が始まるとともに、鞭打苦行者の集団がマイン川上流から現れ、フランクフルト市内のユダヤ人街を襲撃した。フランクフルト市民が彼らを撃退したが、結局ユダヤ人街は放火され、虐殺され、フランクフルト・ユダヤ人は再び壊滅した。
1360年より再度ユダヤ人がフランクフルトへ移住することが認められ、大聖堂南のユダヤ人街やユダヤ人団体が再建された。しかし黒死病後のユダヤ人の立場は完全に悪化していた。ユダヤ人はもはや市民台帳に記載されなくなり、別の台帳に記載され、様々な制限を課せられるようになった。

### ゲットー創設

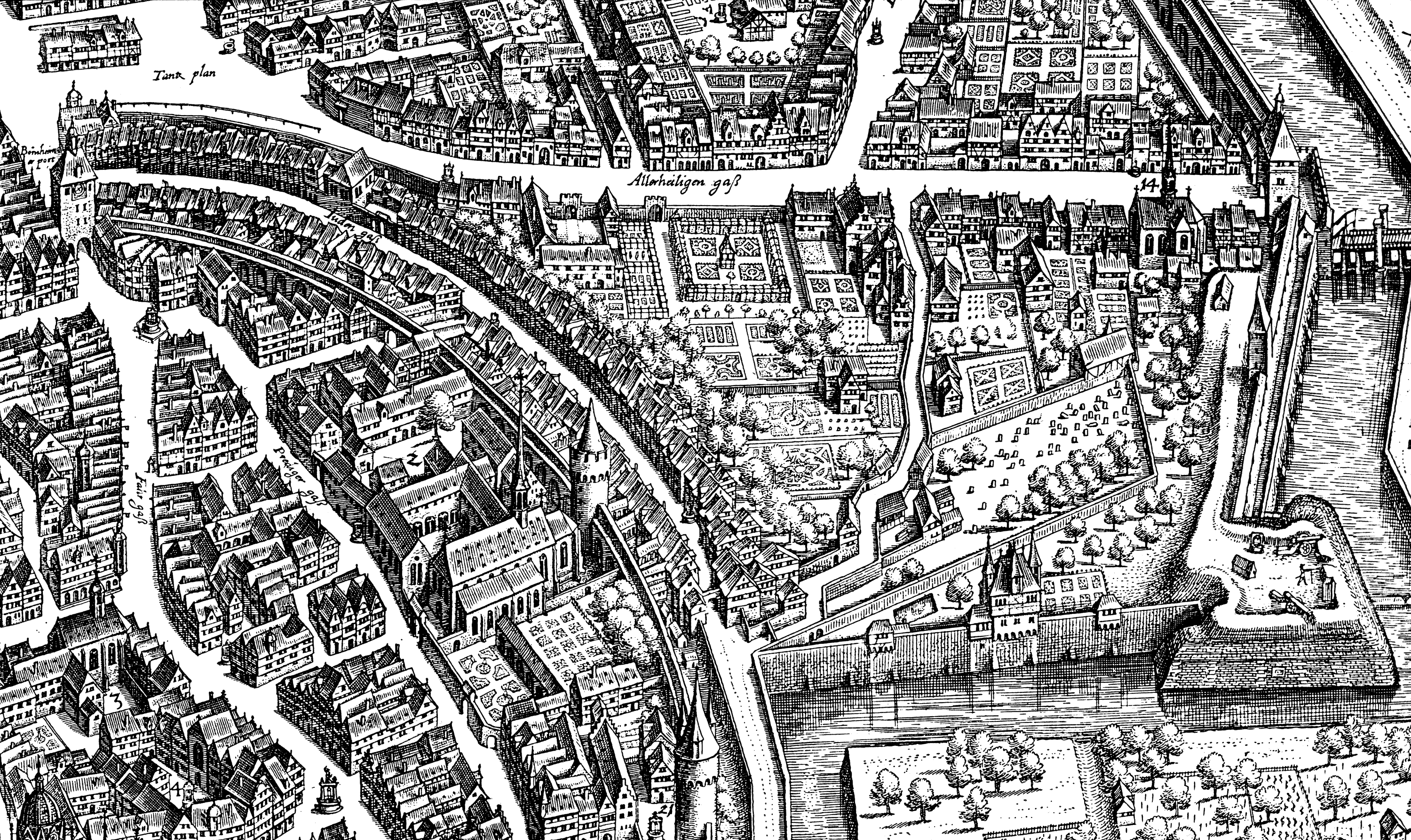
1628年頃、住居が密集している弧を描いた通りがゲットー

フランクフルト・ゲットーが創設されることとなる15世紀中頃は、ドイツ、そしてヨーロッパ・キリスト教社会にとって危機的な時代だった。神聖ローマ帝国は、地方諸権力が成長して弱体化し、恒常的な財政危機に悩まされた。教皇権や教会が失墜し、ボヘミアではフス派が蜂起。東地中海ではイスラム教国オスマン帝国がコンスタンティノープルを陥落させ、ヨーロッパ侵略の機会を狙っていた。フランクフルトでも対イスラム十字軍結成の資金の名目で免罪符が盛んに売られた時期だった。このような時期であったからフランクフルトはじめドイツの諸都市では黒死病の時以来の反ユダヤ主義の高まりが見られた。1434年9月のバーゼル公会議において1215年の第4ラテラン公会議の決議を復活させるとの決議がなされた。これによりユダヤ人はキリスト教会からできるだけ離れた場所へ隔離されることになった。多くの都市でユダヤ人の追放措置が取られた。しかし商取引の町であるフランクフルトにおいてはユダヤ人の経済力がどうしても不可欠であったので、結局市内にユダヤ人を押し込める隔離地区を作る方向で話は進んだ。
1460年7月10日にフランフルト市参事会はユーデンガッセ（ゲットー）建設を最終的に決定した。その根拠は「大聖堂の側にユダヤ人が住むことにより、異教的悪影響を大聖堂に与えるため」などとされた。
ゲットー建設の決定は直ちにユダヤ人団体に通達され、7月末から建設工事が開始された。ゲットーの工事は1463年までにかけて行われた。フランクフルトの旧市街地の壁と新市街地の壁の間に挟まれて存在する割れ目のような区域にゲットーは作られた。ここはまばらにしか家屋はなく、他の市民から切り離されていた。しかし市場には比較的近かった。ゲットーの建物はシナゴーグのみが石造りで他はすべて木造住居であった。。ゲットーの中の建物はフランクフルト市の所有であり、ユダヤ人はそこを借りることができるのみである。賃貸料は従来のユダヤ人税に加算されて取られた。ゲットーの南北と中間部分の3つに門があり、祝祭日と夜間には門は閉ざされた。門はフランクフルト市民により管理されたが、ユダヤ人側の代表者にも門の鍵を持つ事が許され、緊急時には助けを求めにいくことができた。1463年にフランクフルト市の財政の悪化からゲットーの工事は中止され、残りの工事はユダヤ人が自らの財産を支出して行った。
フランクフルトのユダヤ人は15世紀末までは11世帯から18世帯、人数にしてわずか100人から150人程度である。これが16世紀以降に伸びてきて、16世紀後半には2000人程になっていた。17世紀初頭には2700人ほどになり、18世紀初頭には3000人程のユダヤ人が暮らしていた。これは自然増というより移民による増加だった。近隣地域から商取引の中心地フランクフルトで商売をしようと集まってくる者、あるいは住んでいた場所を追放されて流れ着いてきた者だった。フランクフルト市参事会も市の収入の大きな部分を占めるユダヤ人税の増加を見込めるので経済力のあるユダヤ人であれば移民を認めていた。
人口が少なかった頃のゲットーはそれほど悲惨な場所ではなかった。しかし数が増加してくるともともと狭かったゲットーは明らかな過密状態になり、下水溝として用いられている濠の糞尿の清掃が追いつかなくなり、悪臭と疫病が流行る不衛生な場所と化していった。ゲットーの近くで暮らすキリスト教市民からもたびたび苦情が寄せられ、「不潔なユダヤ人」という悪印象が市民に広まっていった。
やがてフランクフルト・ゲットーのユダヤ人たちはゲットーを「新エジプト」と呼ぶようになった。「旧約聖書」時代（紀元前13世紀頃）、モーセに率いられてエジプトを脱出するまで、ユダヤ人がエジプトで捕囚になっていたことをフランクフルトのゲットーに当てはめた物であった。

### フェットミルヒの反乱の際の略奪

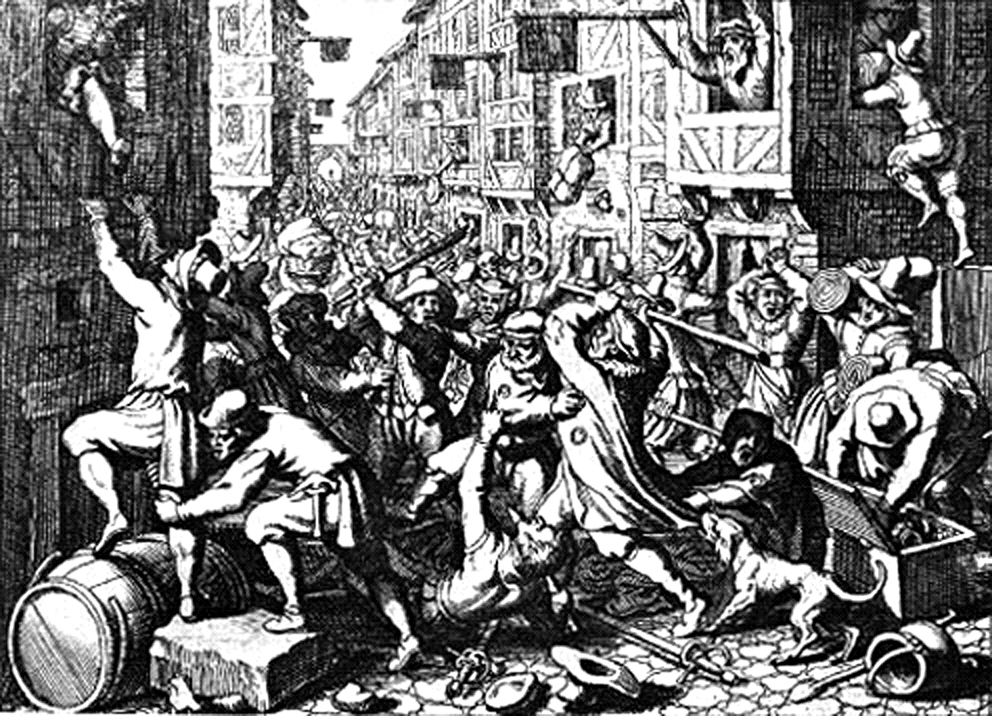
1614年8月22日のフランクフルト・ゲットー略奪の様子を描いた絵

フランクフルト参事会は門閥市民により牛耳られていた。そのため、門閥市民と下層中層市民との間には常に対立があった。シュマルカルデン戦争に参加して莫大な借金を負ったフランクフルト市は、1576年に増税を行ったが、その課税システムは上流市民に有利なもので下層市民の生活はますます厳しくなるものだった。
オーストリア大公マティアスの皇帝への選挙と戴冠式を契機に参事会と市民の関係は険悪になった。参事会だけでは収拾できなくなり、参事会は皇帝マティアスに助力を求めた。1612年にマティアスの検察使のマインツ大司教ヨハン・シュヴァイクハルト・フォン・クロンベルクとヘッセン＝ダルムシュタット方伯ルートヴィヒ5世が代理をフランクフルトに派遣して参事会と市民の間に協定を結ばせて和解させた。しかし結局この協定は守られず、両者の決裂は続いた。1614年5月に市民側のリーダーヴィンツェンツ・フェットミルヒは反乱を起こして参事会員や検察使代理を監禁した。反乱市民は1614年8月29日には暫定参事会を発足させた。
反乱市民たちの中でも特に生活苦に喘いでいた急進派は、反乱の最中の1614年8月22日午後5時から翌日の午前6時ぐらいにかけてゲットーへなだれ込んで略奪を行っている。彼らの言い分によると「ユダヤ人は参事会と結び付き、低利で都市金庫から融資を受け、それを市民に高利で貸し付けている」ためだった。指導者の命令によりユダヤ人殺害は行われなかったが、ユダヤ人の財産が大量に彼らに略奪されてしまった。この略奪の間、ゲットーのユダヤ人たちは隣接するユダヤ人墓地に避難した。さらに8月23日にはユダヤ人たちはマイン川から船出してフランクフルト市を去って近隣の村に四散した。ユダヤ人は一年近くフランクフルトから離れることとなった。
皇帝マティアスはフェットミルヒらに帝国迫害罪を宣告した。フランクフルトはマインツ大司教軍とヘッセン＝ダルムシュタット方伯軍に包囲され、1614年12月9日にフェットミルヒは逮捕された。フェットミルヒら反乱指導者は処刑され、反乱に加担したとみなされた2000人以上の市民にも罰金刑が課せられた。
ユダヤ人たちはちょうどフェットミルヒが処刑された1616年2月28日にフランクフルト・ゲットーに帰還した。ユダヤ人達は楽隊とともに祝いながら帰還した。さらに皇帝の勅命によりユダヤ人の被った損害の賠償金としてキリスト教市民は17万5919フィレンツェ・フロリンの支払いを命じられた。ユダヤ人達はこれに感謝し、ゲットーの門に皇帝の鷲印と「ローマ皇帝陛下と神聖ローマ帝国の保護の下に」という銘刻を施した。フランクフルト・ユダヤ人団体はゲットーを追われた日と帰還の日を「プーリーム・フェットミルヒの日」として祝日にするようになった。

### 1711年のゲットーの大火
1711年1月14日にゲットーで大火があった。これによってゲットーの家屋はほとんど焼失してしまった。被害が大きくなったのは水の不足もあったが、それ以上にユダヤ人が市民の略奪を恐れてゲットーの門を長時間にわたり閉ざし、救援に来た市民が入れなかったせいであった。しかしこれはあながち杞憂とは言い切れなかった。これと似た事件は後のフランス軍の攻撃でゲットーが炎上した際にも起こっている。この際には本当に市民がゲットーで火事場泥棒の略奪を行っている。ユダヤ人達はゲットー外の略奪者を常に心配しながら暮さねばならなかった。
この大火の後、市参事会はユダヤ人たちに再建されるまでゲットー外で暮らす事を認めた。この際、ユダヤ人の間にはゲットー外で暮らすのが既成事実化して居住の自由が認められるかもしれないという期待が広がったが、結局1716年にはフランクフルト市内の全てのユダヤ人は全員ゲットーへ戻るよう命じられた。

### フランス軍の攻撃と解放

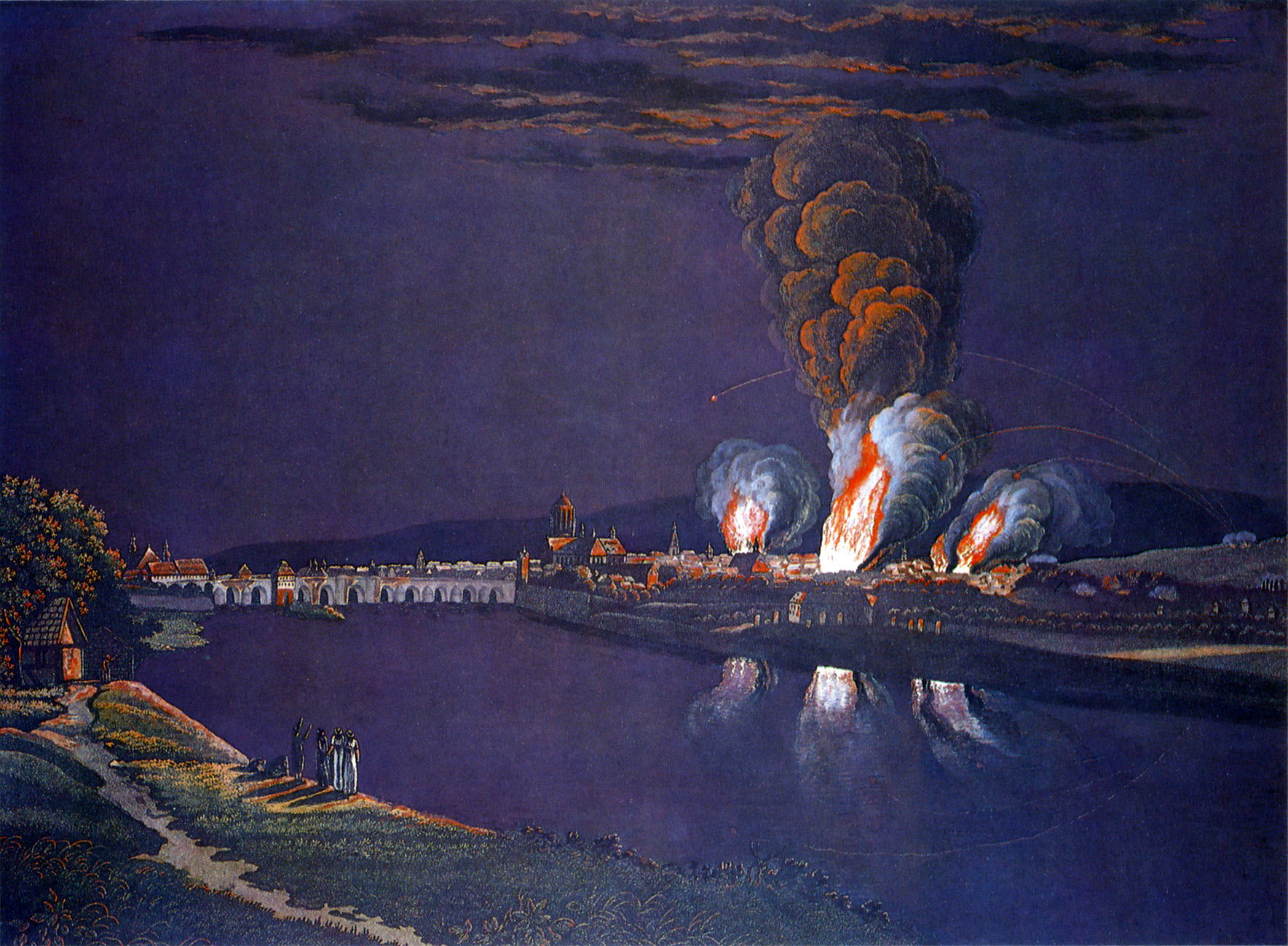
1796年7月12日から7月14日にかけて行われたフランス軍によるフランクフルト市への砲撃の様子を描いた絵

1792年4月、フランスのジロンド党政権は神聖ローマ帝国・オーストリアのフランス革命への干渉に怒り、オーストリアに対して宣戦を布告した（フランス革命戦争））。帝国自由都市として中立を宣言していたフランクフルト市は、フランス革命軍がやってくると無血開城した。フランス軍司令官は「ユダヤ人にも市民的平等を与える」と宣言していたが、6週間後にはプロイセン軍がフランス軍をフランクフルトから追ったため、ゲットーの解放は実現せずに終わった。しかし1796年7月にフランス軍は再度フランクフルトへ迫った。この時は市内にオーストリア軍が駐留していたのでフランクフルト市は開城を拒否し、1796年7月12日から7月14日にかけてフランス軍の激しい砲火を浴びた。13日夜から14日にかけての砲撃によりゲットーも炎上し、住民の三分の二が住居を失ってしまった（ゲットーの住居の大半は木造でぴったりくっついて並んでいるため延焼した）。しかしこの攻撃が330年にわたったフランクフルト・ゲットーの歴史を終焉させることとなった。
市参事会は住居を失ったユダヤ人に期限付きで別の場所へ住む事を認めた。市参事会はフランス軍から巨額の戦費を要求され、とてもゲットーの再建をする余裕はなかった。しかし市参事会はあくまでゲットー解放には反対の立場であり、いずれはゲットーを再建してユダヤ人をそこに戻すつもりでいた。1802年から1803年にかけて行われたドイツの新しい秩序を決めるためのレーゲンスブルク帝国代表者会議において、フランクフルト市代表者はフランスのナポレオンの使節からゲットーについて手厳しく批判され、ユダヤ人の解放を要求された。
1806年7月の神聖ローマ帝国の解体とともにフランクフルト市は帝国自由都市の地位を失った。フランクフルト市はフランス軍の占領を受け、その占領はナポレオンが敗退する1813年まで続いた。ナポレオンはマインツ大司教カール・テオドール・フォン・ダールベルクをライン同盟盟主・フランクフルト大公に据え、市参事会（ラート）は元老院（セナート）と名称を変えた。ダールベルク大公は、フランス革命の精神に理解を示していた人物だった。ダールベルク大公は1811年1月1日付けで「あらゆる人民の法の前での平等と宗教的信仰の自由な実践」を謳ったナポレオン法典を一般市民法としてフランクフルト大公領に導入した。これによりフランクフルト・ユダヤ人は市民権を認められた。ユダヤ人は居住の自由を獲得し、もはや法的にもゲットー居住を強制されなくなった。同時にこれはユダヤ人税の廃止も意味していた。大幅な収入減になることを恐れたダールベルク大公はその代償としてユダヤ人団体に44万グルデンを自分に支払わせている。
ゲットーから解放されたとはいえ、ユダヤ人には自らの意思で旧ゲットーに留まる者も多かった。貧しいユダヤ人は移住が難しかったため、留まる人が多かった。また裕福であってもキリスト教社会に順応することを拒否したユダヤ人は旧ゲットーに留まった。

### その後

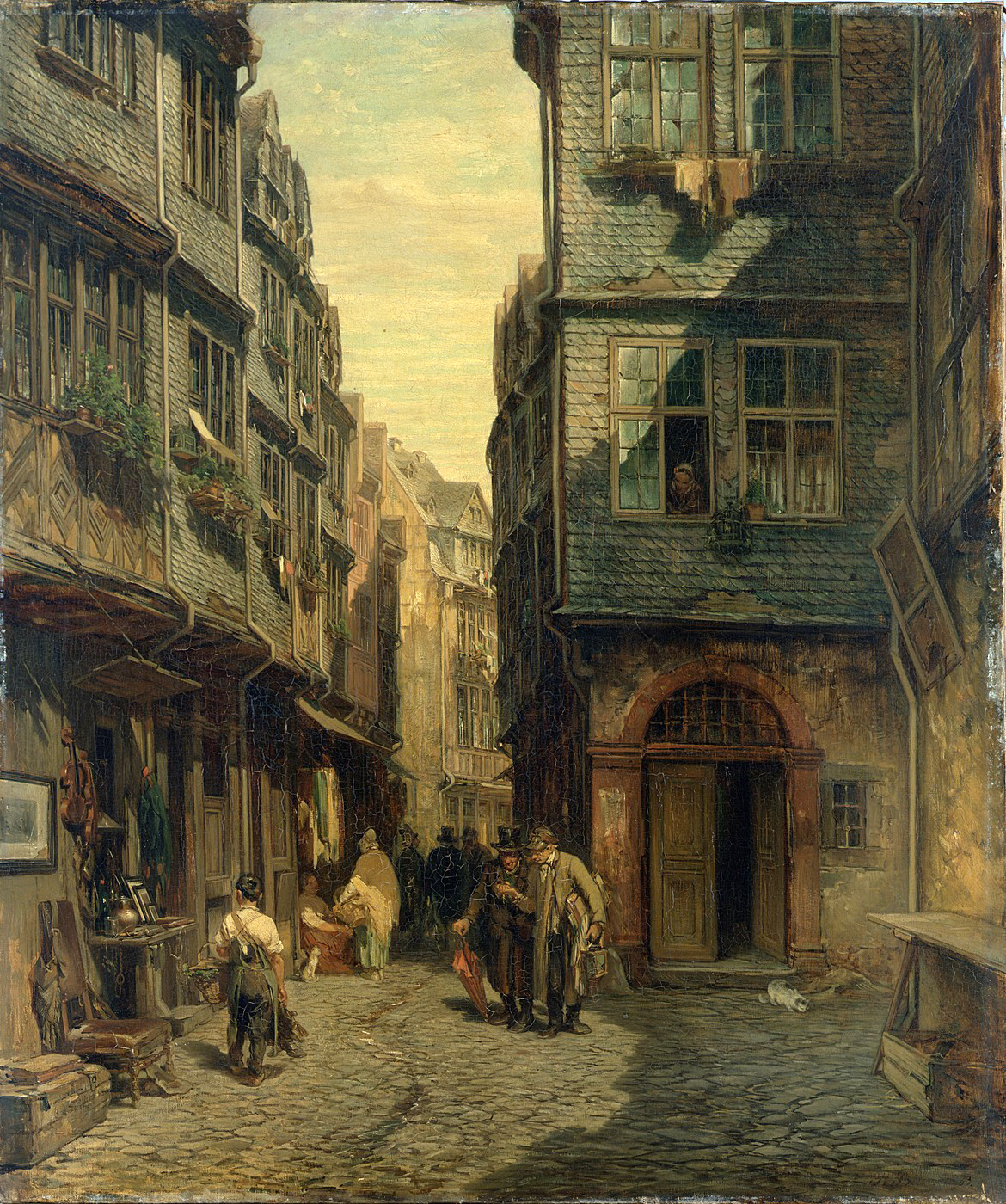
1883年の旧フランクフルト・ゲットーを描いた絵画,
(画)アントン・ブルガー

1813年のナポレオンの敗退でユダヤ人の立場は再び悪化した。1814年1月16日に市元老院はナポレオン法典の無効を宣言、その数日後にはフランス支配下で出されたあらゆる法律の無効を宣言した。これによりユダヤ人は再び市民権を喪失した。1814年3月30日には、1811年以来雇われていた市のユダヤ人役人が全て解雇された。1814年10月24日にはユダヤ人は選挙権をはく奪された。ただゲットーに居住を強制されることはもうなかった。
ウィーン会議においてフランクフルト市は自由都市の地位を取り戻した。ウィーン会議議長クレメンス・メッテルニヒはフランクフルト市当局に対してユダヤ人の既得権は守るべきであるとの見解を示したが（この声明を出してもらうだけでもロスチャイルド家はじめフランクフルト・ユダヤ人はメッテルニヒに賄賂を贈らねばならなかった）、フランクフルト市は「市の内政問題」として聞き入れなかった。
しかしながら今やユダヤ人も人権意識に目覚め、為政者の反動に黙って従いはしなかった。この後、ドイツ・ユダヤ人たちは市民権獲得闘争に力を尽くた。フランクフルト・ユダヤ人も数十年かけて徐々に権利を取り戻していき、1864年10月7日に市民権を回復した。さらに1871年のドイツ帝国の成立をもってユダヤ人は正式にドイツ国民となった。以降ドイツ・ユダヤ人はナチス政権下のニュルンベルク法制定まで（少なくとも法律上は）ドイツ国民としての権利を有し続けた。
旧ゲットーのユダヤ人は徐々に姿を消していき、19世紀後半になると旧ゲットーからはユダヤ人はほとんど姿を消していた。庶民ユダヤ人は旧ゲットーの周辺のフランクフルト市東部地区などに固まって暮らし、ユダヤ人居住区を形成した。一方金持ちユダヤ人は西部の高級住宅地などへ移り、キリスト教徒の金持ちと一緒に暮らすようになった。フランクフルト東部に形成されたユダヤ人居住区は、国家社会主義ドイツ労働者党（ナチス）政権期にフランクフルト・ユダヤ人が一掃されるまで存在し続けた。

### 現在

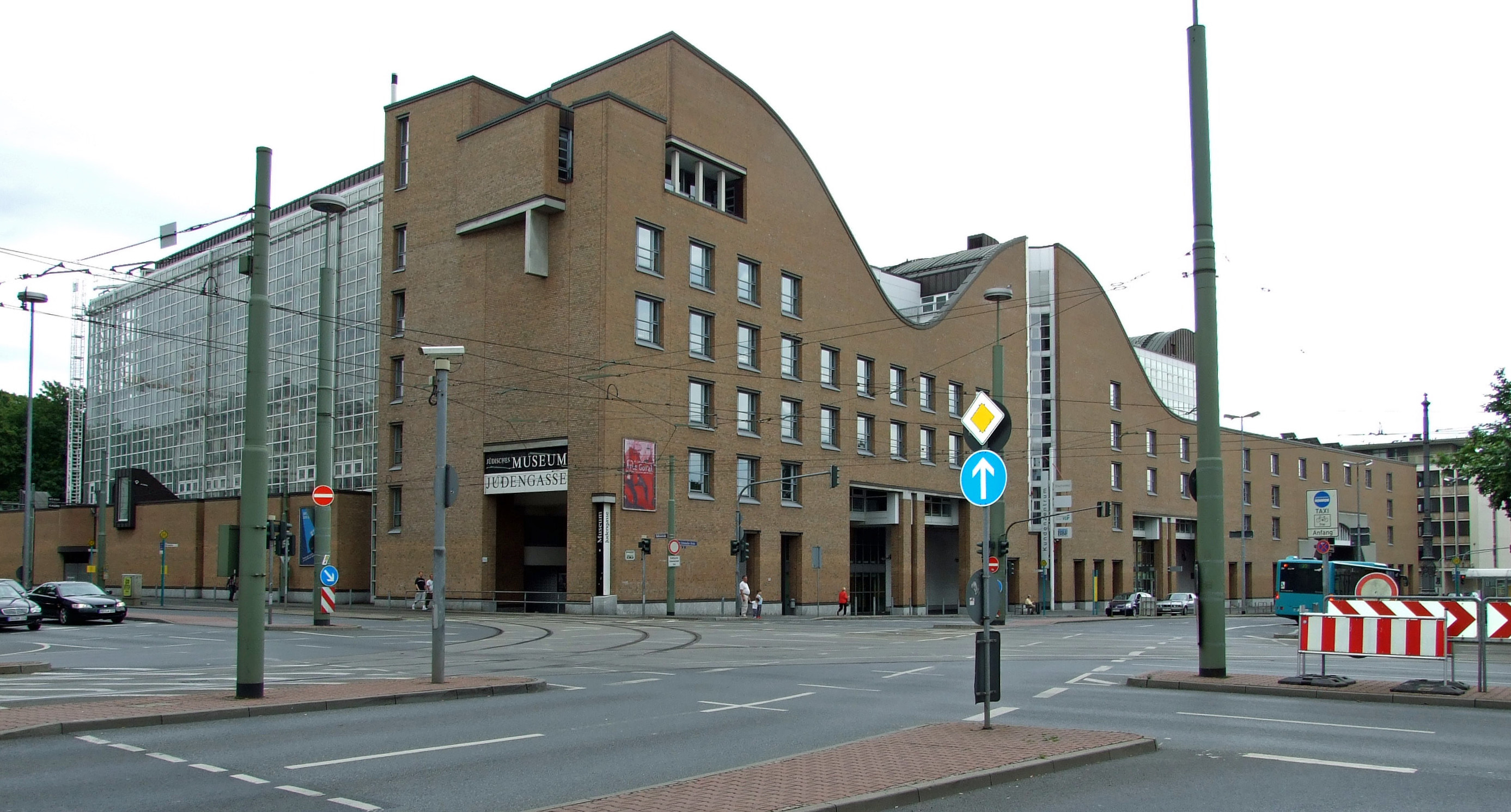
フランクフルト・ゲットー博物館（Museum Judengasse）

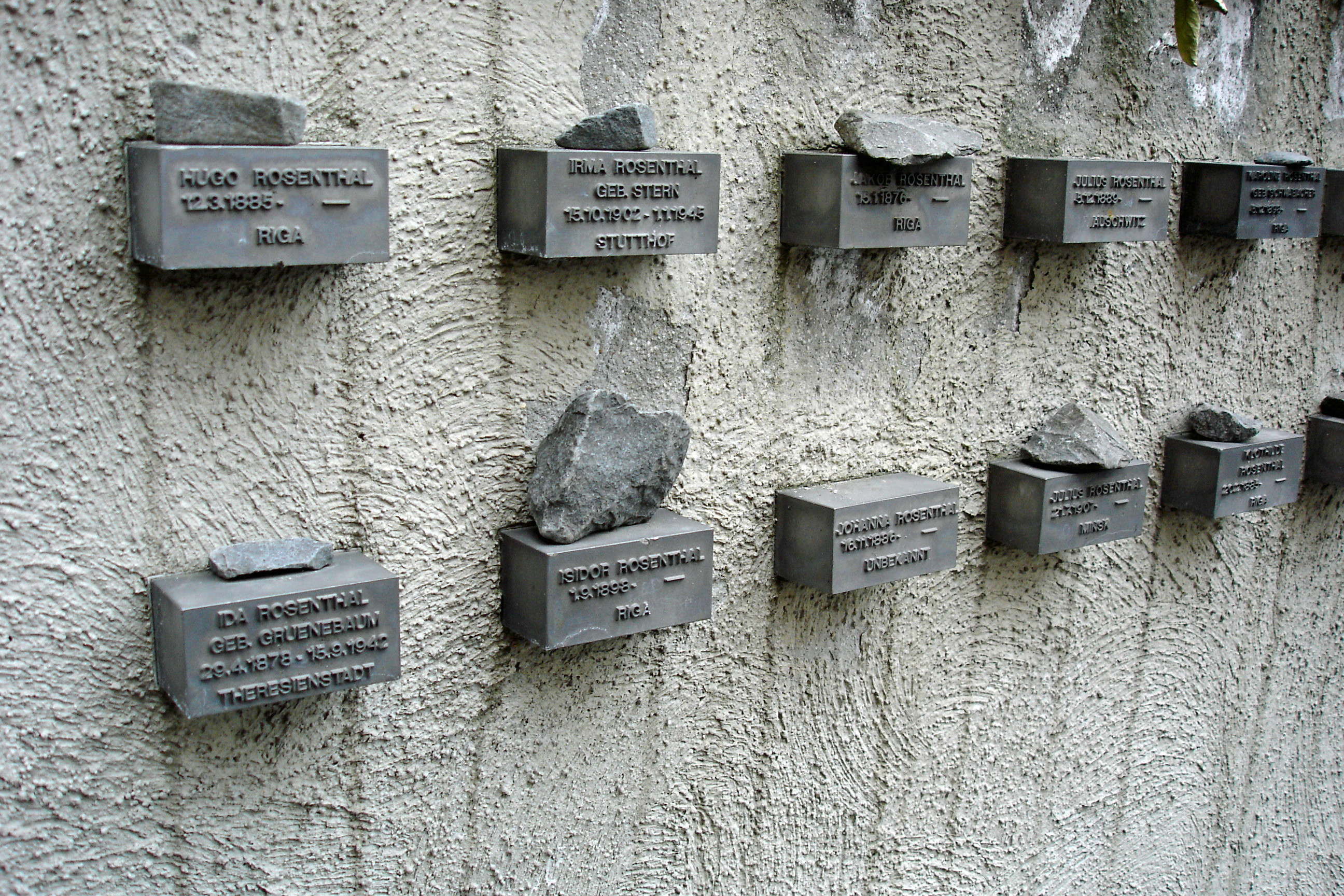
ナチスに殺害されたユダヤ人犠牲者の刻印が入った旧ユダヤ人墓地の壁

1987年、聖バルトロメウス大聖堂東の旧ユダヤ人墓地に隣接した地域で行われていた市の交通サービスセンターの建設工事の際にフランクフルト・ゲットーの遺跡が発掘された。工事を中止してゲットー遺跡を保存するべきか、それともゲットー遺跡を壊して工事を続行するべきかで政治家・国民の意見が分かれ、歴史認識問題も絡んでドイツの政治的論争となった。
当時フランクフルト市の与党であったキリスト教民主同盟は工事の続行を主張した。対して野党だったドイツ社民党や緑の党は工事の中止を求めた。野党は「数百年にわたり隔離され、迫害された民族の遺跡を取り壊し、コンクリートを流し込んで沈めてしまう事は、第二次世界大戦のユダヤ人大量虐殺に続く、最終的なユダヤ人抹殺政策である」と主張した。これに対して与党は「フランクフルト・ゲットーからアウシュヴィッツは一直線ではない」と反論した。しかし世論は野党支持の方が圧倒的であり、結局、与党はゲットー遺跡の取り壊しを中止せざるをえなくなった。交通サービスセンターの建物の地下部分をまるまる使用してゲットー遺跡を展示するフランクフルト・ゲットー博物館が創設される運びとなった。1992年11月9日、ナチ党政権下で起こった反ユダヤ主義暴動「水晶の夜」事件の54周年追悼記念日に合わせて博物館は開館された。
1996年6月16日にはゲットー南端に位置する新ベルネ広場（水晶の夜でナチスに放火されるまではシナゴーグが建っていた）にゲットー跡から発掘された石を使って作られた「警告の記念碑」とナチスの犠牲となったフランクフルト・ユダヤ人1万1135人（名前が判明している人達のみ）の名前と殺害場所を刻んだ鉛の刻印が5列にずらりと入った旧ユダヤ人墓地の新しい壁の除幕式が行われた。フランクフルト市長ペトラ・ロートは「墓地の壁に規則正しく配列された延々と続くユダヤ人犠牲者の刻印は、ナチスによる組織的・計画的・体系的なユダヤ人大量虐殺のシンボル的表現である」と述べた。ドイツ・ユダヤ人中央協議会議長イグナツ・ブービスは「ナチズムは今世紀におけるゲットーだった」と述べ、フランクフルト・ゲットーの延長こそがナチズムであるとの見解を示した。

## ロスチャイルド家発祥の地

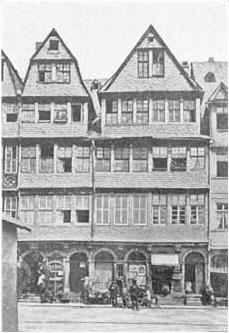
ロートシルト家の引っ越し先。ゲットーの建物では一番間口の広い「グリューネス・シルト」の家。

ユダヤ系財閥ロートシルト家（英語読みでロスチャイルド家）の祖であるマイアー・アムシェル・ロートシルトは、フランクフルト・ゲットーで生まれた。マイアー・ロートシルトの生家「ヒンタープファン」はゲットーの通りを右に折れて、狭い東側前列の家の間の路地を東奥に入った場所にあったという。
マイアー・ロートシルトは、両替商としてスタートし、ドイツ諸侯最大の資産家だったヘッセン＝カッセル方伯ヴィルヘルム9世（後にヘッセン選帝侯ヴィルヘルム1世）の宮廷御用商人となり、その資金を運用して巨万の富を得た。諸侯の宮廷御用商人になるのは神聖ローマ帝国のユダヤ人が上り得る最高の地位であった。しかしフランクフルト・ユダヤ人のゲットーからの出入りの決定権はあくまで帝国自由都市として自治権を有するフランクフルト市にあった。そのためいくら諸侯から厚遇されたとしても、ゲットーから外出するには市の事前許可が必要であった。ロートシルト家もこの許可を得るのには随分苦労し、方伯家に何度もフランクフルト市へテコ入れしてもらっている。
1780年代にはマイアー・ロートシルトは（ゲットーに限らず）フランクフルトで一番の金持ちになっていた。彼は「ヒンタープファン」を出るとフランクフルト・ゲットーの建物の中では一番間口が広かった「グリューネス・シルト」の家に引っ越した。しかしそれでも大した広さではなかったので、大半は在庫品・古銭・貨幣・証書や帳簿などを保管する倉庫で埋め尽くされた。住居スペースは限られており、ロートシルト家の10人の子供たちは一つの部屋で寝起きせねばならなかった。マイアーが職場にしていた部屋はわずか10～12平方メートルしかなかった。この狭い部屋から諸侯への金の貸し出しが行われていたのである
ロートシルト家の莫大な財産を保管しておくにはこの家の倉庫では狭すぎた。そのため毎日大量に出入りするお金の管理がなっておらず、使用人による横領が頻繁に起こっていた。
ナポレオン支配下の時代にはマイアー・ロートシルトはゲットーからの自由を求めてダールベルク公との交渉に奔走した。ダールベルク公が市民権との引き換えにユダヤ人団体に要求した44万グルデンの支払いもロートシルト銀行が大半を負担した。
1994年にはマイアー・ロートシルト生誕250周年を祝ってイギリスのロスチャイルド卿はじめヨーロッパ各地のロスチャイルド家の人々がフランクフルトにおいて一堂に会した。ロスチャイルド家の人々はゲットーの遺跡が展示されているフランクフルト・ゲットー博物館、またそこに隣接する旧ユダヤ人墓地に眠るマイアー・ロートシールトの墓を訪れて、親族一同で思いを新たにした。